# Георгадзе Тамаз Васильович
Тамаз Георгадзе (груз. თამაზ გიორგაძე; нар. 9 листопада 1947, Тбілісі) – грузинський шахіст і шаховий тренер, гросмейстер від 1977 року.

## Шахова кар'єра
1969 році виступив у Дрездені у складі збірної СРСР на чемпіонаті світу студентів, завоювавши дві золоті медалі (у командному заліку, а також в особистому заліку на 4-й шахівниці). Тричі брав участь у фіналах чемпіонатів СРСР, найкращий результат показавши 1978 року в Тбілісі, коли досягнув успіху, посівши 4-те місце (позаду Михайла Таля, Віталія Цешковського і Лева Полугаєвського, випередивши, зокрема, Олександра Бєлявського, Юхима Геллера, Олега Романишина, Євгена Свєшнікова і Гаррі Каспарова). У 1972 році завоював титул чемпіона грузинської РСР.
Досягнув низки успіхів на міжнародних турнірах, зокрема, посів 2-ге місце в Гавіржові (1968, позаду Бориса Гулька), поділив 2-ге місце в Дечині (1975, разом з Буркхардом Маліхом, позаду Марка Тайманова), посів 1-ше місце в Дортмунді (1979), посів 2-ге місце в Ганновері (1983, позаду Анатолія Карпова) і поділив 1-ше місце в Саламанці (1989, разом з Мануелем Рівасом Пастором і Сергієм Кудріним).
Найвищий рейтинг Ело в кар'єрі мав станом на 1 січня 1980 року, досягнувши 2540 очок ділив тоді 41-44-те місце в світовому рейтинг-листі ФІДЕ. 1992 року завершив професійну кар'єру шахіста, в наступні роки зігравши лише кілька партій під егідою ФІДЕ.

## Зміни рейтингу
| На цьому місці має відображатися графік чи діаграма, однак з технічних причин його відображення наразі вимкнено. Будь ласка, не видаляйте код, який викликає це повідомлення. Розробники вже працюють для того, щоби відновити штатне функціонування цього графіка або діаграми. | |
| | На цьому місці має відображатися графік чи діаграма, однак з технічних причин його відображення наразі вимкнено. Будь ласка, не видаляйте код, який викликає це повідомлення. Розробники вже працюють для того, щоби відновити штатне функціонування цього графіка або діаграми. |